# Apranga
Apranga (Апранга; «Одяг») — литовська роздрібна мережа, що займається торгівлею модним одягом. Належить концерну MG Baltic.
Центральний офіс розташований у Вільнюсі.

## Закордонна експансія
- 2003 — відкрито перший торговий центр в Ризі.
- 2004 — відкрито перший торговий центр в Талліні.

Станом на січень 2009 року компанія мала 101 магазин в країнах Балтії, 71 в Литві, 23 — в Латвії та 7 — в Естонії.